# Troglotayosicus hirsutus
Espèce
Troglotayosicus hirsutus est une espèce de scorpions de la famille des Troglotayosicidae.

## Distribution
Cette espèce est endémique du département de Nariño] en Colombie. Elle se rencontre vers Buesaco.

## Description
Le mâle holotype mesure 27,20 mm, les mâles mesurent de 26,80 à 27,20 mm et les femelles de 24,80 à 26,31 mm.

## Publication originale
- Botero-Trujillo, Ochoa, Tovar & Souza, 2012 : « A new species in the scorpion genus Troglotayosicus from forest leaf litter in Southwestern Colombia (Scorpiones, Troglotayosicidae). » Zootaxa, no 3506, p. 63-76.